# V-motor
V-motor (ang. V-engine ali Vee engine) je konfiguracija batnih motorjev na notranje zgorevanjem, pri kateri so bati nameščeni v obliki črke V. V-konfiguracija v splošnem  zmanjša dolžino, višino in maso primerjavi z vrstnimi motorji. Število batov je najmanj 2 pa vse 24. Uporabljajo se na motociklični motorjih, letalih, vlakih in marsikje drugje. Obstaja tudi obratni (inverted) V-motor. Hlajenje V-motorjev je lahko zračno kot npr. na motociklih ali pa tekočinsko (vodno) na letalih.
Prvi 2-valjni V-motor je leta 1889 zgradil Daimler.
Britanski lovec iz 2. svetovne vojne Supermarine Spitfire je uporabljal 12-valjni V-motor Rolls-Royce Merlin, ki je razvijal okrog 1500 KM in je imel delovno prostornino okrog 27 litrov. Isti motor se je uporabljal tudi na bombnikih  Avro Lancaster, de Havilland Mosquito in lovcu Hawker Hurricane

## Konfiguracije V-motorja
Običajno V-motor označimo na način "V#" , kjer oznaka # pomeni število valjev:
- V2, ki mu običajno rečemo kar V-twin
- V3
- V4
- V5
- V6
- V8
- V10
- V12
- V14
- V16
- V18
- V20
- V24